# Гайгер, Хансйорг
Хансйорг Гайгер (нем. Hansjörg Geiger, род. 1 ноября 1942) — немецкий государственный деятель, президент Федеральной службы защиты конституции в 1995—1996 годах, президент Федеральной разведывательной службы в 1996—1998 годах.

## Биография
Родился 1 ноября 1942 года в Брюнне (в настоящее время — Брно, Чешская Республика) в семье государственных служащих. По образованию — юрист. С 1968 года работал в компании Siemens в качестве внештатного исследователя по электронной обработки данных. В 1971 году он получил докторскую степень в университете Людвига-Максимилиана, защитив диссертацию по конституционным вопросам влияния политических партий на высшие федеральные органы.
С 1972 года Гайгер работал в Баварской государственной канцелярии, в 1974 — окружным прокурором и в 1975 судьёй в районном суде Мюнхена. С 1977 по 1980 годы работал в Баварское министерство юстиции. После объединения Германии Гайгер стал федеральным уполномоченным по изучению наследия службы государственной безопасности бывшей ГДР. В 1995—1996 годах был президентом Федеральной службы защиты конституции, в 1996 −1998 — президентом БНД. В октябре 1998 года назначен государственным секретарем Федерального министерства юстиции. В 2005 году ушёл на пенсию.
С декабря 2003 года Х.Гайгер преподает во Франфуртском университете в качестве почетного профессора конституционного права, европейского права и международного права. Является членом совета директоров фонда защиты прав пациентов Alexandra-Lang-Stiftung..
С 2012 года является почетным председателем Олимпийской спортивной конфедерации Германии.